# Tschentebach
Der Tschentebach ist ein rund 5 km langer linker Nebenfluss der Engstlige im Schweizer Kanton Bern. Er entwässert die Osthänge des Gsür und die Südhänge des Bodezehore in den Berner Voralpen und gehört zum Einzugsbereich des Rheins.
Das Quellgebiet des Tschentebachs liegt auf rund 2000 m ü. M. im voralpinen Raum. Die Wasserführung ist stark witterungsabhängig. Bei Gewittern kann der Bach in kurzer Zeit stark anschwellen.
Vor der Mündung in die Engstlige durchfliesst der Tschentebach die Cholereschlucht, eine der wildesten Schluchten im Berner Oberland. Die Schlucht ist ca. 100 Meter lang und bietet imposante Wasserfälle, Wassermühlen und geschliffene Felsen. Brücken und Treppen ermöglichen eine Begehung der Schlucht. Im Winter und bei ungünstiger Witterung ist der Weg durch die Schlucht gesperrt.

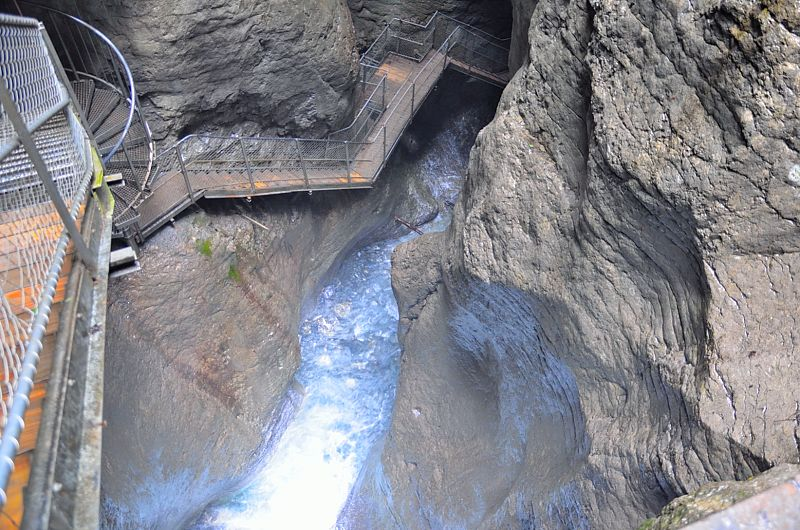
Treppen und Brücken in der Cholereschlucht
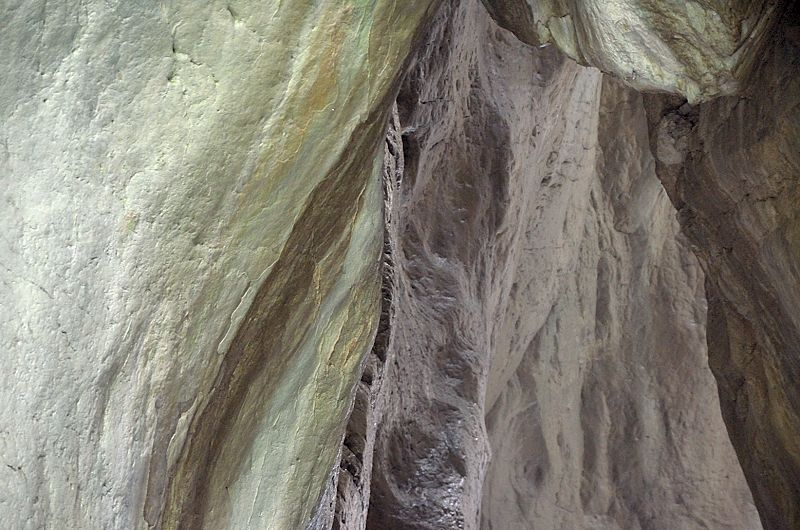
Durch Wasserkraft geschliffener Fels
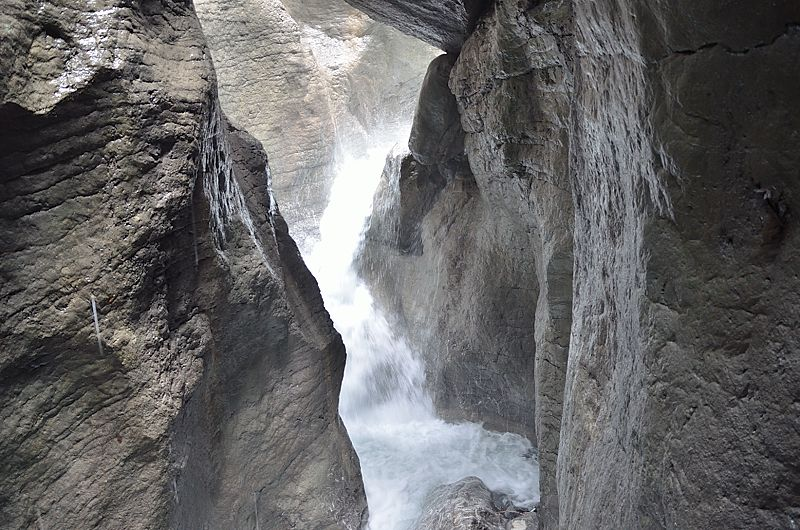
Tosender Wasserfall
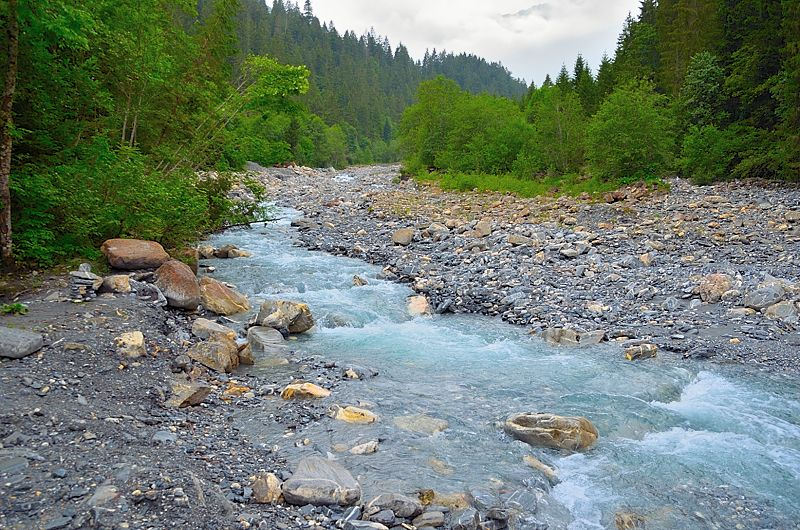
Tschentebach vor der Cholereschlucht